# 4323 Hortulus
4323 Hortulus este un asteroid din centura principală, descoperit pe 27 august 1981 de Paul Wild.